# Stanisław Lechowicz
Stanisław Lechowicz (ur. 7 listopada 1890 w Przemyślu, zm. wiosną 1940 w Charkowie) – podpułkownik piechoty Wojska Polskiego, ofiara zbrodni katyńskiej.

## Życiorys
Urodził się 7 listopada 1890 w Przemyślu, ówczesnym mieście powiatowym Królestwa Galicji i Lodomerii, w rodzinie Franciszka i Zofii z Rutów. Uczęszczał do c. k. Gimnazjum z wykładowym językiem polskim w rodzinnym mieście, w którym w czerwcu 1909 zdał maturę.
W czasie I wojny światowej walczył w szeregach cesarskiej i królewskiej Armii. Jego oddziałem macierzystym był c. i k. Pułk Piechoty Nr 10 z Przemyśla. Na stopień podporucznika rezerwy został mianowany ze starszeństwem z 1 maja 1915, a porucznika rezerwy ze starszeństwem z 1 maja 1917.
30 stycznia 1919 został przyjęty do Wojska Polskiego z byłej armii austro-węgierskiej z zatwierdzeniem posiadanego stopnia porucznika ze starszeństwem od dnia 1 maja 1917 i przydzielony z dniem 19 stycznia 1919 do Wojskowej Szkoły Lotniczej w Warszawie. Później ukończył Wyższą Szkołę Pilotów. W 1919 walczył w szeregach Legii Oficerskiej.
1 czerwca 1921 pełnił służbę w Departamencie III Żeglugi Powietrznej Ministerstwa Spraw Wojskowych, a jego oddziałem macierzystym był 2 pułk lotniczy w Krakowie. 3 maja 1922 został zweryfikowany w stopniu majora ze starszeństwem od 1 czerwca 1919 i 8. lokatą w korpusie oficerów aeronautycznych. W 1923 pełnił służbę na stanowisku oficera technicznego 2 pułku lotniczego. 1 grudnia 1924 prezydent RP nadał mu stopień podpułkownika z dniem 15 sierpnia 1924 i 1. lokatą w korpusie oficerów aeronautycznych. Później został przydzielony do Wojskowej Centrali Badań Lotniczych Centralnych Zakładów Lotniczych w Warszawie. We wrześniu 1926 został przeniesiony do kadry oficerów lotnictwa i przydzielony do Głównego Portu Lotniczego na stanowisko pełniącego obowiązki komendanta.
W październiu 1926 został przeniesiony do korpusu oficerów piechoty, w stopniu podpułkownika ze starszeństwem z 15 sierpnia 1924 i 12,8 lokatą z równoczesnym wcielem do 5 pułku strzelców podhalańskich w Przemyślu. W kwietniu 1928 został przeniesiony do 83 pułku piechoty w Kobryniu na stanowisko dowódcy II batalionu. W marcu 1929 został przeniesiony macierzyście do kadry oficerów piechoty z równoczesnym przeniesieniem służbowym do Powiatowej Komendy Uzupełnień Czortków na stanowisko pełniącego obowiązki komendanta. W grudniu 1931 został zwolniony z zajmowanego stanowiska i oddany do dyspozycji dowódcy Okręgu Korpusu Nr VI, a z dniem 30 kwietnia 1932 przeniesiony w stan spoczynku. W 1934, jako oficer stanu spoczynku pozostawał w ewidencji PKU Czortków. Posiadał przydział do Oficerskiej Kadry Okręgowej Nr VI. Był wówczas „przewidziany do użycia w czasie wojny”. Po zakończeniu służby wojskowej wrócił do rodzinnego Przemyśla. W 1937 pełnił funkcję komendanta okręgowego Związku Rezerwistów.
W nieznanych okolicznościach, po agresji ZSRR na Polskę (17 września 1939), dostał się do niewoli sowieckiej i osadzony w obozie w Starobielsku. Wiosną 1940 został zamordowany przez funkcjonariuszy NKWD w Charkowie i pogrzebany potajemnie w bezimiennej mogile zbiorowej w Piatichatkach, gdzie od 17 czerwca 2000 mieści się oficjalnie Cmentarz Ofiar Totalitaryzmu w Charkowie. Figuruje na Liście Starobielskiej NKWD, pod poz. 1985.
5 października 2007 minister obrony narodowej Aleksander Szczygło mianował go pośmiertnie na stopień pułkownika. Awans został ogłoszony 9 listopada 2007 w Warszawie, w trakcie uroczystości „Katyń Pamiętamy – Uczcijmy Pamięć Bohaterów”.

## Ordery i odznaczenia
W czasie służby w c. i k. Armii otrzymał:
- Krzyż Zasługi Wojskowej 3 klasy z dekoracją wojenną i mieczami,
- Srebrny Medal Zasługi Wojskowej z mieczami na wstążce Krzyża Zasługi Wojskowej,
- Brązowy Medal Zasługi Wojskowej z mieczami na wstążce Krzyża Zasługi Wojskowej,
- Krzyż Wojskowy Karola[35].

Był przedstawiony do odznaczenia Orderem Odrodzenia Polski. Prawdopodobnie to jego wniosek został 7 czerwca 1937 odrzucony przez Komitet Krzyża i Medalu Niepodległości „z powodu braku pracy niepodległościowej”.